# Myrina corax
Myrina corax är en fjärilsart som beskrevs av Pieter Cramer 1782. Myrina corax ingår i släktet Myrina och familjen juvelvingar. Inga underarter finns listade i Catalogue of Life.